# 內格里萊什蒂鄉 (比斯特里察-訥瑟烏德縣)
47°16′N 24°03′E / 47.267°N 24.050°E
內格里萊什蒂鄉（羅馬尼亞語：Comuna Negrilești, Bistrița-Năsăud），是羅馬尼亞的鄉份，位於該國西北部，由比斯特里察-訥瑟烏德縣負責管轄，面積61平方公里，海拔高度328米，2007年人口2,510，人口密度每平方公里41人。